# Ressonador acústic de pel·lícula fina

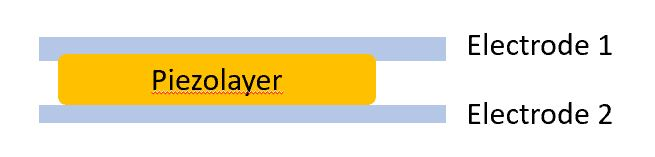
Estructura bàsica de FBAR.

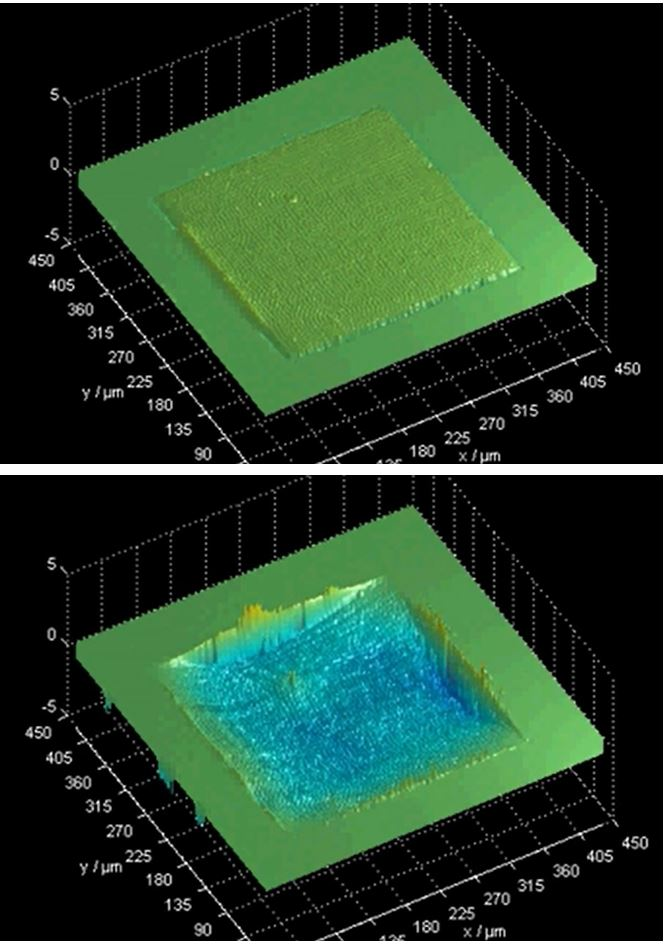
Ressonador acústic a l'engròs de pel·lícula prima de ressonància amb una disposició quadrada.

Un ressonador acústic de pel·lícula fina (amb acrònim anglès FBAR o TFBAR) és un dispositiu que consisteix en un material piezoelèctric fabricat mitjançant mètodes de pel·lícula fina entre dos elèctrodes conductors, normalment metàl·lics, i aïllats acústicament del medi circumdant. El funcionament es basa en la piezoelectricitat de la capa piezoelèctrica entre els elèctrodes.
Els dispositius FBAR que utilitzen pel·lícules piezoelèctriques amb gruixos que van des de diversos micròmetres fins a desenes de micròmetres ressonen en el rang de freqüència de 100 MHz a 20 GHz. Els ressonadors FBAR o TFBAR entren a la categoria de ressonadors acústics a l'engròs (BAW) i ressonadors piezoelèctrics i s'utilitzen en aplicacions on es necessita alta freqüència, mida petita i pes.
L'orientació cristal·logràfica d'una pel·lícula fina depèn del piezomaterial seleccionat i de molts altres elements com la superfície sobre la qual es cultiva la pel·lícula i diverses condicions de fabricació (creixement de pel·lícula fina, temperatures seleccionades, pressió, gasos utilitzats, condicions de buit, etc.).
Qualsevol material com el titanat de zirconat de plom (PZT) o el titanat d'estronci de bari (BST) de la llista de materials piezoelèctrics podria actuar com a material actiu en un ressonador FBAR. No obstant això, dos materials compostos, nitrur d'alumini (AlN) i òxid de zinc (ZnO) són els dos materials piezoelèctrics més estudiats fabricats per a realitzacions FBAR d'alta freqüència. Això es deu al fet que les propietats com l'estequiometria de dos materials compostos poden ser més fàcils de controlar en comparació amb els tres materials compostos fabricats mitjançant mètodes de pel·lícula fina. Per exemple, se sap que la pel·lícula fina ZnO amb l'eix C de l'estructura cristal·lina (eix Z cristal·lí) normal a la superfície del substrat excita ones longitudinals (L). Les ones de cisalla (transversals) (S) s'exciten si l'eix C de l'estructura del cristall de la pel·lícula està inclinat 41º. També és possible, depenent de l'estructura cristal·lina de la pel·lícula, que les dues ones (L i S) estiguin excitades. Per tant, la comprensió i el control de l'estructura cristal·lina de la pel·lícula piezoelèctrica fabricada és crucial per al funcionament del FBAR.

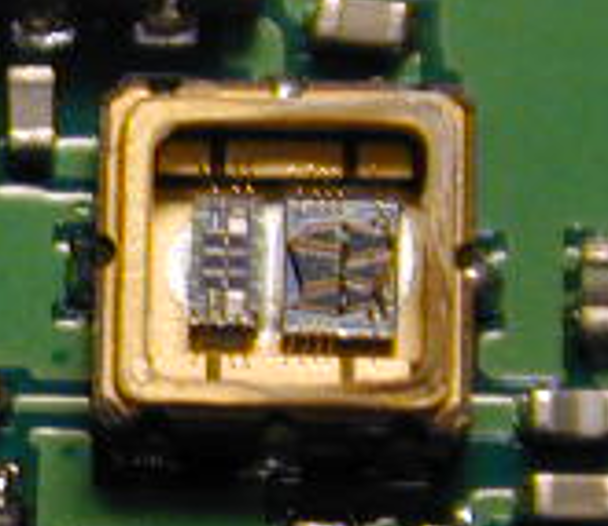
Dos filtres FBAR en una placa base de telèfon mòbil connectats a un portador LCC. Aquests filtres d'escala estan formats per sis ressonadors FBAR i el filtre de banda inferior del costat dret utilitza vores no paral·leles per a la supressió espúrea.

La majoria dels telèfons intel·ligents del 2020 inclouen almenys un filtre o dúplex basat en FBAR i alguns productes 4/5G poden incloure fins i tot entre 20 i 30 funcionalitats basades en la tecnologia FBAR, principalment a causa de l'augment de la complexitat de la part frontal de radiofreqüència (RFFE, frontal de RF) i l'electrònica (tant el receptor com el transmissor) i el sistema d'antena/antena. Tendència a utilitzar l'espectre de RF de manera més eficient amb freqüències més altes que aproximadament 1,5-2,5 GHz i, en alguns casos, també simultàniament amb l'augment de la potència de sortida de RF, han donat suport a la tecnologia FBAR per convertir-se en una de les tecnologies habilitadores clau en les realitzacions de telecomunicacions. La tecnologia FBAR complementa i en alguns casos competeix amb la tecnologia d'ona acústica superficial (SAW) i els ressonadors FBAR poden substituir els cristalls en oscil·ladors de cristall i filtres de cristall a freqüències superiors a 100 MHz.